# Häute
Häute ist eine preisgekrönte Erzählung von Feridun Zaimoğlu. Erstmals abgedruckt wurde sie 2004 in dem Erzählband Zwölf Gramm Glück zusammen mit weiteren Erzählungen des Autors. Bereits 2003 wurde sie mit dem Ingeborg-Bachmann-Preis der Jury ausgezeichnet.

## Inhalt
Ein Fremder kommt in ein Dorf. Das Antiklädchen hier verkauft Zeitdokumente einer archaischen Welt, doch je länger der Mann sich in ihm aufhält, desto deutlicher wird ihm, dass das dörfliche Umfeld auch noch sehr lebendige archaische Strukturen besitzt: die Frau des Antiquars ist rituell tätowiert, hier gibt es den Schächter, den Heiligen, den Steinbrecher, Jungfrauen, und eine besondere Wichtigkeit eines Blutflecks auf einem Leinentuch. 
Der Titel Häute bezieht sich auf eine Vielzahl verschiedenster Häute und Häutungen in der Erzählung. 

## Bedeutung
Norbert Miller nannte das Werk „glänzend erzählt, reich an Motiven. Sie braucht dazu, das, was Erzähler immer wieder haben: Ein ungebrochenes Verhältnis zum eigenen Erzählfluss. Dies überzeugt hier. Es tauchen wunderbare Details auf. Was es nicht ist, weder ein verschlüsselter Text, der über der Verschlüsselung etwa von einer Welt in die andere holt. Noch ist er experimentell in der Sprache.“ Für Wolfgang Schneider zeigt der Text vor allem „Fundamentalismus nicht als modernes Phänomen, sondern als Ergebnis vormodernen dörflichen Stumpfsinns“. Daniela Strigl äußerte, sie fühle sich angesichts der in der Erzählung geschilderten archaischen Welt „sehr irritiert“.
Zaimoğlu wurde mit der Erzählung auf Vorschlag von Ursula März zum Ingeborg-Bachmann-Preis eingeladen. Dort errang sie den zweiten Platz im regulären Wettbewerb sowie den Preis der Jury.